# Žláza

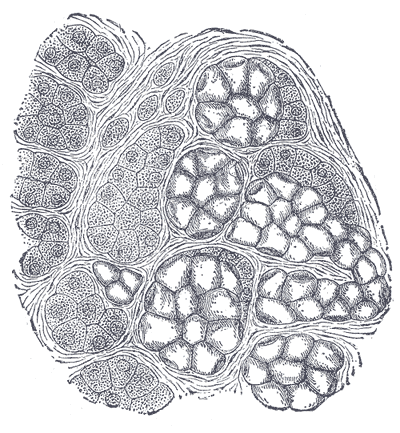
Slinná žláza člověka. Napravo je skupina serózních acinů, nalevo pak aciny mucinózní

Žláza (lat. glandula) je epitelová buňka nebo jejich soubor produkující rozmanité látky, které jsou vylučovány na povrch epitelu (exokrinní žlázy, s vnější sekrecí) či přímo do tělních tekutin (endokrinní žlázy, s vnitřní sekrecí).